# Coelocrossa leptoxantha
Coelocrossa leptoxantha är en fjärilsart som beskrevs av Turner 1919. Coelocrossa leptoxantha ingår i släktet Coelocrossa och familjen mätare. Inga underarter finns listade i Catalogue of Life.